# Lijst van voetbalinterlands Botswana - Tunesië (vrouwen)
Deze lijst van voetbalinterlands is een overzicht van alle officiële voetbalinterlands tussen de nationale vrouwenteams van Botswana en Tunesië. De landen hebben tot nu toe twee keer tegen elkaar gespeeld. 

## Wedstrijden
| № | Plaats     | Datum        | Competitie                   | Wedstrijd           | Uitslag |
| - | ---------- | ------------ | ---------------------------- | ------------------- | ------- |
| 1 | Ariana     | 15 juli 2024 | Vriendschappelijk            | Tunesië − Botswana  | 1 − 0   |
| 2 | Casablanca | 13 juli 2025 | Afrikaans kampioenschap 2025 | Botswana − Botswana | 2 − 1   |

## Samenvatting
| Competitie              | Totaal gespeeld | Winst Botswana | Gelijk | Winst Tunesië | Doelsaldo Botswana – Tunesië |
| ----------------------- | --------------- | -------------- | ------ | ------------- | ---------------------------- |
| Afrikaans kampioenschap | 1               | 1              | 0      | 0             | 2 − 1                        |
| Vriendschappelijk       | 1               | 0              | 0      | 1             | 0 − 1                        |
| Totaal                  | 2               | 1              | 0      | 1             | 2 − 2                        |